# Euxoa eremorealis
Euxoa eremorealis là một loài bướm đêm trong họ Noctuidae.